# نوفي ماروف
نوفي ماروف هي مدينة من مدن كرواتيا. يبلغ عدد سكانها 13,246 نسمة وذلك حسب إحصائيات سنة 2011.

## وصلات خارجية
- الموقع الرسمي